# Peperomia coatzacoalcosensis
Peperomia coatzacoalcosensis är en pepparväxtart som beskrevs av William Trelease. Peperomia coatzacoalcosensis ingår i släktet peperomior, och familjen pepparväxter. Inga underarter finns listade i Catalogue of Life.